# 한승원 (소설가)
한승원(韓勝源, 1939년 10월 13일 ~ )은 대한민국 소설가다. 호는 해산(海山), 본관은 청주다. 전라남도 장흥 출생이다.

## 생애
전라남도 장흥에서 8남매 중 둘째 아들로 태어났다. 어렸을 때 할아버지에게 명심보감을 배웠다. 장흥중학교를 거쳐, 1954년 장흥고등학교에 입학했다. 고등학교에서 문학반에 들어가 김용술 교사와 송기숙을 만났다. 1955년, 송기숙과 교내 잡지 『억불』을 창간해 수필을 실은 것이 계기가 되어 문학수업을 시작했다. 집안 생활이 매우 어려웠고, 대학 시험에 실패, 고등학교 졸업 시험을 치른 후, 졸업장도 받지 않고 고향집에 있었다. 1956년 고향집에서 농사를 도우며, 문학 수업과 교직 면허 취득을 위해 공부했다. 교직 시험에 실패하고 잠시 농사를 계속했지만, 진학을 마음먹고 대학 입시 공부를 시작했다.
1961년 서라벌예술대학 문예창작과에 입학했다. 김동리 교수 강의에서 이문구, 박상륭, 조세희, 강호무, 한상윤, 이건청, 하현식, 장효문, 조정자, 곽현숙, 백인빈, 김원일, 양문길, 신중신 등 이후 소설가가 된 많은 사람과 교류했다. 톨스토이, 헤밍웨이, 앙드레 지드, 사르트르, 카뮈 등 작품을 탐독하면서 2주에 1편씩 소설을 습작하며, 김동리 교수에게 가르침을 받았다. 그러나 서라벌예대를 졸업하지 못한 채 중퇴를 선택하고, 1962년 귀향, 이듬해인 1963년 1월에 입대했다. 1965년 결혼하였고 처가에 살면서 습작을 계속했다. 1966년, 〈가증스런 바다〉로 신아일보 신춘문예에 입선하면서 문단에 데뷔했다. 그해 장동서국민학교 교사로 부임하였고, 처가를 떠나 신혼생활을 시작했다.
1968년에 소설 목선이 대한일보에 당선되자 본격적으로 소설가로서 활동하였다. 1972년 광주 문인으로 구성된 동인회 "소설문학"을 조직했다. 문순태, 김신운, 강순식, 이계홍 등이 동인으로, "소설문학"에서 문학 수업을 함께했다. 1980년, "구름의 벽"으로 한국소설문학상 수상을 시작으로, 한국문학작가상, 대한민국문학상 등 많은 문학상을 수상했다. 1997년 귀향하여, 현재 장흥에 거주 중이다.

## 연보
- 1939년 10월 13일, 전라남도 장흥군 회진면 신상리에서 출생.
- 1954년, 장흥고등학교에 입학.
- 1956년, 장흥고등학교를 졸업.
- 1961년, 서라벌예술대학에 입학.
- 1963년 1월, 군대 입대.
- 1965년, 결혼.
- 1966년, 신아일보 신춘문예 가증스런 바다로 문단에 데뷰.
- 1966년, 장동서국민학교의 교사로 근무.
- 1970년, 동신중학교의 교사로 근무.
- 1978년, 동신여자중학교의 교사로 근무.
- 1979년, 교직을 떠남. 집필활동에 전념.
- 1980년, 한국문학소설상을 수상.
- 1983년, 한국문학작가상을 수상.
- 1983년, 대한민국문학상을 수상.
- 1988년, 이상문학상을 수상.
- 1988년, 현대문학상을 수상.
- 1994년, 서라벌문학상을 수상.
- 1997년, 서울에서, 장흥으로 귀향
- 1997년, 한국해양문학상 대상을 수상.
- 1998년, 조선대학교 국어국문학 초빙교수로 근무.
- 2001년, 현대불교문학상을 수상.
- 2002년, 미국 기리야마 환태평양 도서상을 수상.
- 2006년, 동인문학상을 수상.
- 2012년, 순천문학상을 수상.

## 작품
| 책 이름                                    | 출시일 | 페이지 | 출판사           | 국제 표준 도서 번호     | 비고   |
| ------------------------------------------ | ------ | ------ | ---------------- | ----------------------- | ------ |
| 불의 딸                                    | 1983년 | 282쪽  | 문학과지성사     | ISBN 8932001723         | 장편   |
| 아제 아제 바라아제                         | 1985년 | 366쪽  | 삼성출판사       | ISBN-13 : 2002992000233 | 장편   |
| 갯비나리                                   | 1988년 | 348쪽  | 문학사상사       | ISBN-13 : 2002202000282 | 장편   |
| 낙지같은 여자                              | 1991년 | 254쪽  | 지양사           | ISBN-13 : 2006168000102 | 장편   |
| 열애 일기                                  | 1991년 | 122쪽  | 문학과지성사     | ISBN 8932005184         | 에세이 |
| 사랑학습                                   | 1991년 | 278쪽  | 동화출판공사     | ISBN-13 : 2001783000506 | 장편   |
| 꽃상어                                     | 1992년 | 336쪽  | 한벗             | ISBN-13 : 2007965000135 | 장편   |
| 겨울폐사                                   | 1992년 | 366쪽  | 중원사           | ISBN 8971225041         | 중단편 |
| 내 고향 남쪽 바다                          | 1992년 | 442쪽  | 청아출판사       | ISBN 8936802178         | 장편   |
| 어머니                                     | 1992년 | 396쪽  | 문학사상사       | ISBN 8970121595         | 장편   |
| 허무의 바다에 외로운 등불하나              | 1993년 | 306쪽  | 고려원           | ISBN 8912070606         | 에세이 |
| 새터말 사람들                              | 1993년 | 308쪽  | 문학과지성사     | ISBN 8932006466         | 장편   |
| 동학제 1                                   | 1994년 | 312쪽  | 고려원           | ISBN 8912065130         | 장편   |
| 동학제 2                                   | 1994년 | 320쪽  | 고려원           | ISBN 8912065149         | 장편   |
| 동학제 3                                   | 1994년 | 346쪽  | 고려원           | ISBN 8912065157         | 장편   |
| 동학제 4                                   | 1994년 | 304쪽  | 고려원           | ISBN 8912065165         | 장편   |
| 동학제 5                                   | 1994년 | 328쪽  | 고려원           | ISBN 8912065173         | 장편   |
| 동학제 6                                   | 1994년 | 346쪽  | 고려원           | ISBN 8912065181         | 장편   |
| 동학제 7                                   | 1994년 | 380쪽  | 고려원           | ISBN 891206519X         | 장편   |
| 시인의 잠                                  | 1994년 | 334쪽  | 문이당           | ISBN 8974560291         | 장편   |
| 사랑은 늘 혼자 깨어 있게 하고              | 1995년 | 132쪽  | 문학과지성사     | ISBN 8932007403         | 에세이 |
| 포구                                       | 1995년 | 332쪽  | 정음사           | ISBN-13 : 2005853004623 | 장편   |
| 까마                                       | 1995년 | 504쪽  | 문학동네         | ISBN 8985712357         | 장편   |
| 키작은 인간의 마을에서                     | 1996년 | 288쪽  | 고려원           | ISBN 8912071645         | 에세이 |
| 해산 가는 길                               | 1997년 | 310쪽  | 문학동네         | ISBN 8982810536         | 장편   |
| 연꽃바다                                   | 1997년 | 242쪽  | 세계사           | ISBN 893380093X         | 장편   |
| 스님의 맨발                                | 1998년 | 264쪽  | 문학동네         | ISBN 8982811087         | 에세이 |
| 꿈1                                        | 1998년 | 288쪽  | 문이당           | ISBN 897456095X         | 장편   |
| 꿈2                                        | 1998년 | 288쪽  | 문이당           | ISBN 8974560968         | 장편   |
| 노을아래서 파도를 줍다                     | 1999년 | 134쪽  | 문학과지성사     | ISBN 8932010919         | 시     |
| 한승원의 글쓰기교실                        | 1999년 | 244쪽  | 문학사상사       | ISBN 897012294X         | 인문   |
| 아리랑 별곡                                | 1999년 | 408쪽  | 문이당           | ISBN 8974561174         | 중단편 |
| 검은댕기 두루미                            | 1999년 | 414쪽  | 문이당           | ISBN 8974561212         | 중단편 |
| 누이와 늑대                                | 1999년 | 406쪽  | 문이당           | ISBN 8974561182         | 중단편 |
| 목선                                       | 1999년 | 416쪽  | 문이당           | ISBN 8974561166         | 중단편 |
| 해변의 길손                                | 1999년 | 424쪽  | 문이당           | ISBN 8974561190         | 중단편 |
| 내고향 남쪽바다                            | 1999년 | 406쪽  | 문이당           | ISBN 8974561204         | 중단편 |
| 어린별                                     | 1999년 | 214쪽  | 문학동네         | ISBN 8982811583         | 장편   |
| 사랑                                       | 2000년 | 296쪽  | 문이당           | ISBN 8974561247         | 장편   |
| 멍텅구리배                                 | 2001년 | 326쪽  | 문이당           | ISBN 8974561646         | 장편   |
| 화사                                       | 2001년 | 318쪽  | 작가정신         | ISBN 8972881430         | 장편   |
| 우주 색칠하기                              | 2002년 | 142쪽  | 문학동네         | ISBN 8982814787         | 장편   |
| 바닷가 학교                                | 2002년 | 226쪽  | 열림원           | ISBN 8970632913         | 에세이 |
| 물보라                                     | 2002년 | 304쪽  | 문이당           | ISBN 8974561891         | 장편   |
| 초의                                       | 2003년 | 392쪽  | 김영사           | ISBN 8934912731         | 장편   |
| 이세상을다녀가는것가운데바람아닌것이있으랴 | 2005년 | 301쪽  | 황금나침반       | ISBN 8995694459         | 에세이 |
| 시방 여그가 그 꽃자리여                    | 2005년 | 311쪽  | 김영사           | ISBN 8934918039         | 에세이 |
| 흑산도 하늘길                              | 2005년 | 224쪽  | 문이당           | ISBN 8974563096         | 장편   |
| 아버지와 아들                              | 2006년 | 516쪽  | 일송포켓북       | ISBN 8957320342         | 장편   |
| 소설 원효                                  | 2006년 | 355쪽  | 비채             | ISBN 8992036108         | 장편   |
| 와온 바다에서 차를 마시다                  | 2006년 | 223쪽  | 예문             | ISBN 8956590826         | 에세이 |
| 차 한잔의 깨달음                           | 2006년 | 290쪽  | 김영사           | ISBN 8934923776         | 에세이 |
| 앞산도 첩첩하고                            | 2007년 | 335쪽  | 책세상           | ISBN 8970136673         | 중단편 |
| 키조개                                     | 2007년 | 292쪽  | 문이당           | ISBN 897456355X         | 장편   |
| 추사. 1                                    | 2007년 | 303쪽  | 열림원           | ISBN 8970635637         | 장편   |
| 추사. 2                                    | 2007년 | 333쪽  | 열림원           | ISBN 8970635645         | 장편   |
| 한승원의 글쓰기 비법 108가지               | 2008년 | 344쪽  | 푸르메           | ISBN 8992650159         | 인문   |
| 다산. 1                                    | 2008년 | 336쪽  | 랜덤하우스코리아 | ISBN 8925519658         | 장편   |
| 다산. 2                                    | 2008년 | 337쪽  | 랜덤하우스코리아 | ISBN 8925519666         | 장편   |
| 달 긷는 집                                 | 2008년 | 140쪽  | 문학과지성사     | ISBN 8932018707         | 시     |
| 한승원의 소설 쓰는 법                      | 2009년 | 328쪽  | 랜덤하우스코리아 | ISBN 8925532158         | 인문   |
| 희망 사진관                                | 2009년 | 376쪽  | 문학과지성사     | ISBN 8932019819         | 장편   |
| 피플 붓다                                  | 2010년 | 439쪽  | 랜덤하우스       | ISBN 8925540010         | 장편   |
| 보리 닷 되                                 | 2010년 | 267쪽  | 문학동네         | ISBN 8954611362         | 장편   |
| 항항포포                                   | 2011년 | 371쪽  | 현대문학         | ISBN 8972754951         | 장편   |
| 강은 이야기하며 흐른다                     | 2012년 | 298쪽  | 김영사           | ISBN 8934958014         | 에세이 |
| 겨울잠 봄꿈                                | 2013년 | 339쪽  | 비채             | ISBN 1185014020         | 장편   |
| 사람의 맨발                                | 2014년 | 320쪽  | 불광출판사       | ISBN 9788974790554      | 장편   |
| 물에 잠긴 아버지                           | 2015년 | 288쪽  | 문학동네         | ISBN 9788954637701      | 장편   |

## 가족 관계
부인은 임강오 여사이고, 아들은 한동림(본명 한규호, 1968년 ~ ), 딸은 한강(1970년 ~ )씨가 있다.